# Porrina de Badajoz
José Salazar Molina, conocido artísticamente como Porrina de Badajoz (Badajoz, 13 de enero de 1924-Madrid, 18 de febrero de 1977) fue un cantaor flamenco español de origen gitano.

## Biografía
Porrina consiguió el éxito a los 28 años por las condiciones excepcionales de su voz: velocidad, limpieza, seguridad, musicalidad y eco flamenco, que lo hacían sonar distinto a los demás cantaores. Además, destacó la fuerte personalidad del cantaor y su intuición e inteligencia para fabricarse todo un marketing con su vestuario, gafas y clavel, que lo hacían reconocible e inconfundible.
Cada año en Semana Santa, cuando salía en procesión la Virgen de la Soledad —patrona de Badajoz—, Porrina se acercaba para cantarle a su patrona.
Hoy en día la ciudad de Badajoz lo recuerda en un monumento situado en la plaza de la Soledad, próxima a la Plaza Alta, además de tener una calle con su nombre.
Como anécdota de la gran superstición del cantaor, no le cuadraba el día 13 de su nacimiento, por lo tanto en cuanto tuvo ocasión se cambió la fecha, poniéndose siete días menos, al hacerse el primer carnet de identidad, quedando para los flamencos como regalo de Reyes el 6 de enero.

### Redes sociales
- https://www.facebook.com/MarquesPorrina en Facebook.
- https://twitter.com/PorrinaBadajoz en Twitter.

- Datos: Q6083009
- Multimedia: Porrina de Badajoz / Q6083009